# Rhaphidostegium congolense
Rhaphidostegium congolense là một loài rêu trong họ Sematophyllaceae. Loài này được (Cardot) Cardot mô tả khoa học đầu tiên năm 1915.